# Dominique Jean Larrey
Dominique Jean Larrey, francoski vojaški kirurg, * 8. julij 1766, † 25. julij 1842.
Bil je glavni zdravnik Napoleonovih vojska med letoma 1797 in 1815; v tem času je moderniziral vojaško medicino.

## Življenjepis
Rodil se je v meščanski družini v Beaudéanu, ki se je pozneje preselila v Bordeaux. Pri 13. letih je osirotel, tako da se je preselil k stricu Alexisu, ki je bil glavni kirurg v Toulousu. Potem ko je pri njemu ostal šest let, se je preslili v Pariz, kjer je študiral pri znanemu Desaultu. Njegov študij pa je bil prekinjen zaradi izbruha vojne.
Od leta 1797 do leta 1815 je bil vrhovni kirurg Napoleonovih vojska. V tem času je uvedel moderne metode vojne kirurgije, posodil poljske bolnišnice in sistem prevoza ranjencev. Vzpostavil je triažo vojnih žrtev, pri čemer je poskrbel, da so zdravniki zdravili vse ranjence, ne glede na narodnost.